# Az Egyesült Királyság nemzeteinek listája népesség alapján
Az Egyesült Királyság nemzeteinek (és Anglia régióinak) listája lakosság alapján, a 2000-es népszámlálás adatai szerint:
| Hely | Név | Lakosság                                                                                             |
| 1    | Anglia - Délkelet - Nagy London - Délnyugat - Kelet - West Midlands - Yorkshire és Humber - Délnyugat - East Midlands - Északkelet | 49 138 831 8 000 550 7 172 036 6 729 800 5 388 154 5 267 337 4 964 838 4 928 458 4 172 179 2 515 479 |
| 2    | Skócia | 5 062 011                                                                                            |
| 3    | Wales | 2 903 085                                                                                            |
| 4    | Észak-Írország | 1 685 267                                                                                            |
|      | Egyesült Királyság | 58 789 194                                                                                           |

Forrás: 2001-es népszámlálás